# Bão cát vàng
Bão cát vàng hay là một hiện tượng khí tượng trong mùa xuân xảy ra khi gió mạnh cuốn cát vàng và bụi đất vàng từ sa mạc và các vùng đất khô cằn trong lục địa châu Á mà trước hết là Trung Quốc lên không trung và mang đi xa ném xuống một khu vực rộng lớn ở Đông Á, nhất là Trung Quốc, Mông Cổ, bán đảo Triều Tiên, và Nhật Bản.

## Tên gọi
Ở Trung Quốc, bão cát vàng được gọi là huángshā (Trung văn giản thể: 黃沙, phiên âm Hán-Việt: hoàng sa). Hoàng nghĩa là màu vàng, còn sa nghĩa là cát. Ở một số nước Đông Á khác cũng có cách gọi tương tự. Ở Nhật Bản gọi là kōsa hoặc ōsa (kanji: 黄砂). Ở hai miền Triều Tiên gọi là hwang-sa, viết là 황사 hoặc 黃沙, đọc theo âm Hán Việt cũng đều là hoàng sa. Trong tiếng Anh, hiện tượng này gọi là Asian dust, yellow dust, yellow wind, China dust storms.

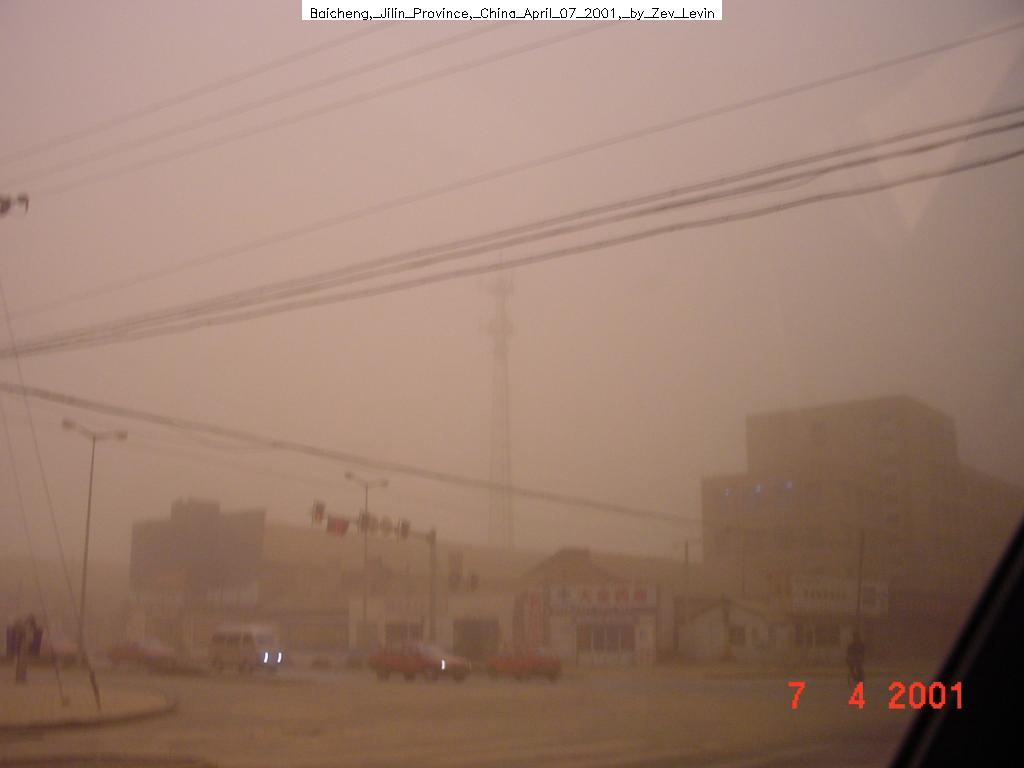
Cơn bão bụi tấn công thành phố Bạch Thành ở tỉnh Cát Lâm, Trung Quốc

## Hình thành và miêu tả
Bão cát vàng do gió mang các hạt cát, bụi mịn, lẫn các vi sinh vật có trong đất từ cao nguyên Hoàng Thổ ở phía bắc Trung Quốc. Cát bụi bị gió cuốn lên khắp nơi và rơi xuống.

### Đặc tính
Bão cát vàng thường xảy ra vào mùa xuân, vì thời điểm này thời tiết khô nóng, gió mạnh. Bên cạnh, tầng đất bị phong hóa, vỡ vụn tạo thành cát bụi mịn. Những vật liệu nhẹ gió sẽ mang đi xa, còn thứ có trọng lượng nặng sẽ ảnh hưởng các vùng lân cận.

## Tác động

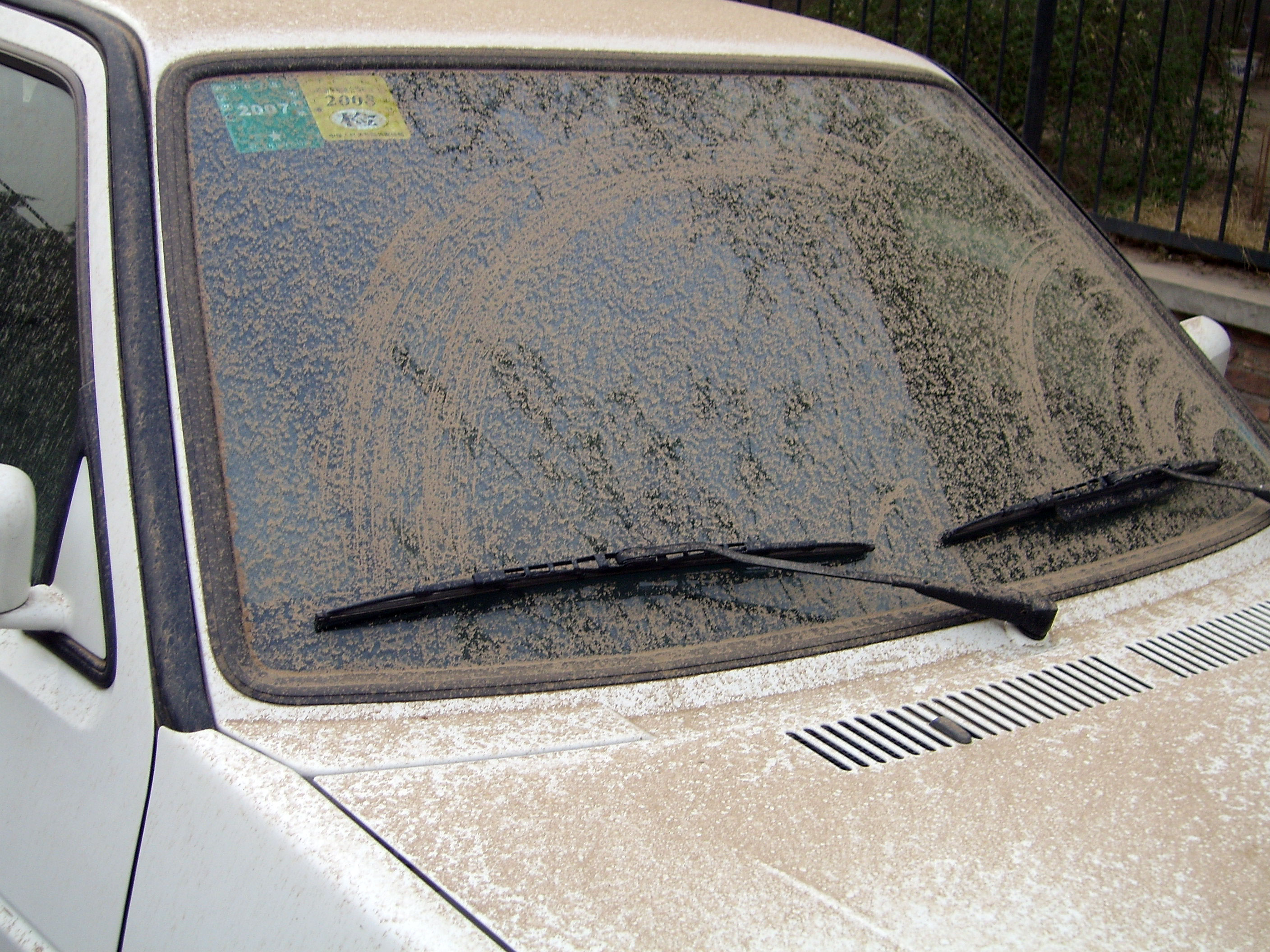
Bão cát làm bẩn kính chắn gió ô tô

Khi có bão cát vàng thì nồng độ bụi trong không khí cao gấp 4-5 lần so với bình thường nên không được lọc quan cơ quan hô hấp bên ngoài mà trực tiếp đi vào phổi gây ra các chứng viêm họng, đờm, ho,... Bụi công nghiệp ở Trung Quốc gồm nhiều chất ô nhiễm của kim loại nặng như silicon, potassium, calcium...gây ra nhiều bệnh nguy hiểm.